# Intraepiteliální lymfocyty
Intraepiteliální T buňky (IELs) tvoří linii T buněk, které jsou hojně přítomny v savčím gastrointestinálním traktu a reprodukčním traktu. Epitel tenkého střeva obsahuje přibližně 1 IEL na 10 enterocytů . Dělí se do dvou hlavním skupin podle toho, zda exprimují αβ T buněčný receptor (TCR) nebo γδ T buněčný receptor. V myších jsou obě skupiny zastoupeny téměř stejně. U lidí tvoří značnou část IEL T buněk αβ T buněk. Kolem 15 % IEL T buněk jsou γδ T buňky a představují tak, menší skupinu. Nicméně během některých onemocnění, jako je např. celiakie, dochází k značnému nárůst IEL T buněk.

## Fenotyp
Většina intraepiteliálních T buněk (cca 80%) jsou CD3+ a kolem 75% všech IEL T buněk exprimuje CD8 koreceptor. Na základě toho, jaký CD8 koreceptor na svém povrchu exprimují, se IEL T buňky dělí do dvou skupin. Jedna skupina typicky exprimuje aktivační marker CD8αα a druhá skupina IEL T buněk exprimují CD8αβ+ marker (CD8αβ vede k aktivaci TCR, zatímco CD8αα tlumí TCR signály).
Myší i lidské IEL T buňky exprimují CD103, aktivační marker CD69, granzym B a perforin. V porovnání s efektorovými paměťovými T buňkami exprimují značně méně CD25 markeru.

### CD8αα
CD8αα je významným projevem fenotypu IELs, ale ne všechny populace tuto molekulu exprimují. CD8αα homodimer je isoforma klasického CD8αβ heterodimeru, který je exprimován na klasických CD8 T buňkách. CD8αα je převážně exprimován efektorovými a diferencovanými antigen-zkušenými buňkami ve střevě. Tato molekula sice může vázat MHC I, ale oproti CD8αβ CD8αα snižuje senzitivitu TCR k antigenům. Tudíž CD8αα funguje jako represor aktivace T buněk, když rozpozná MHC I .
CD8αα také může rozpoznávat TL antigen, což je neklasická MHC I molekula, která je exprimovaný v brzlíku a ve střevním epitelu. Interakce mezi těmito dvěma molekulami neslouží k migraci IELs do epitelu, ale ovlivňuje imunitní odpověď IELs . Interakce mezi TL a CD8αα ovlivňuje přežívání a proliferaci IELs , konkrétněji tlumí jejich proliferaci, když zároveň dochází k slabé stimulaci TCR .

## Vývoj
Indukované IEL T buňky (TCRαβ+ CD8αβ+) jsou generovány z naivních T buněk během imunitní odpovědi. TCRαβ+ CD8αα (přirozené IEL T buňky) buňky se diferencují v brzlíku.
Vývoj a cytolytická aktivace je zcela nezávislá na živých mikroorganismech. IEL T buňky se stávají cytolytickými v odpovědi na exogenní antigenní látky, které jsou přítomny ve střevech. EIL T buňky získávají svuj fenotyp aktivovaných paměťových buněk v odpovědi na antigeny, kterým jsou vystaveny na periferii. K aktivaci tedy nedochází v brzlíku.

## Funkce
Role IEL T buněk v imunitním systému je nezbytná. Představují první obrannou linii a ochraňují před vstupem celé řady patogenů. Všechny IEL T buňky jsou antigen-zkušené buňky, které typicky vykazují funkční cytotoxický fenotyp. Mají schopnost specificky ničit viry, jsou schopny vykazovat aktivitu podobnou NK T buňkám a produkují řadu cytokinů, které jsou typicky produkovány Th1 a Th2 T buňkami a jsou také schopny poskytnout pomoc během B buněčné odpovědi.

## Patologie
Zvýšené množství IEL T buněk může způsobovat řadu infekčních problému a nemocí. Např. u celiakie je zvýšené množství těchto buněk jedním ze specifických znaků, který pomáhá správně diagnostikovat chorobu. Vysoká schopnost IEL T buněk se aktivovat může vést k nemocem mezi které patří např. IBD a mohou vést ke vzniku nádorů a jejich růstů.

## Klasifikace
IELs mohou být děleny do různých buněčných populací na základě molekulárních markerů. Rozdělení do jednotlivých populací je podle přítomnosti TCR, CD8αα a podle vzniku.

### Indukované TCR+IELs
Populace indukovaných IELs vznikají z klasických periferních CD4 T lymfocytů. Je jim společná exprese TCR a také mohou exprimovat CD8αα, což je indukováno po migraci těchto buněk do střevního epitelu.

#### TCRαβ+CD4+IELs
TCRαβ+CD4+ IELs vznikají z klasických periferních CD4 T lymfocytů. Tyto buňky migrují do střevního epitelu jako efektorové nebo paměťové buňky.
Až 50 % těchto buněk u myší může exprimovat CD8αα, k čemuž dochází až ve střevním epitelu po stimulaci TGF-β, IFN-γ, IL-27 a retinovou kyselinou. Funkce těchto buněk není jasná. I přesto, že exprimují granzymy a mají cytolitické vlastnosti, existují důkazy, že mohou mít i regulační funkci při chronických střevních zánětech .

#### TCRαβ+CD8αβ+IELs
Tato populace buněk také vzniká z periferních T lymfocytů, ale pouze z CD8 T lymfocytů. Buňky migrují do střevního epitelu, kde fungují jako efektorové nebo paměťové buňky. Exprimují integrin β7, granzym B, CD103 a CD69 a oproti klasických CD8 T lymfocytům produkují méně TNF-α a IFN-γ .
Některé TCRαβ+CD8αβ+ IELs také mohou exprimovat CD8αα homodimer a být patogenní při celiakii u lidí .

### Přirozené TCR+IELs
Přirozené IELs také exprimují TCR, ale migrují do epitelu hned po jejich vzniku, kde začnou eprimovat také CD8αα.

#### TCRαβ+IELs
Tato populace je nejpočetnějšími IELs při narození u myší a s přibývajícím stářím ubývá. U lidí jsou tyto buňky přítomné v době těhotenství a jsou naopak vzácné u dospělých jedinců. TCRαβ+ IELs se vyvíjejí v brzlíku, kde prochází pozitivní selekcí a reagují s tělu vlastními anitgeny. Nicméně tyto buňky mají regulační vlastnosti a v experimentálních zvířecích modelech chrání proti kolitidě. Jsou ovlivňovány složením střevní mikrobioty a vitaminem D. Receptor NOD2, který je exprimován antigen prezentujícími a epitheliálními buňkami ve střevě rozpoznává mikroby a spouští produkci cytokinu IL-15, který podporuje TCRαβ+CD8αα+ IELs .

#### TCRγδ+IELs
TCRγδ+ IELs se vyvíjejí mimo brzlík a jejich udržování a funkce ve střevním epitelu je ovlivňována kontaktem s enterocyty a navíc s jejich pomocí mohou skrze epitel migrovat . Tyto buňky mají cytotoxické vlastnosti a produkují cytokiny TGF-β, TNF-α, IFN-γ, IL-13 a IL-10 a antimikrobiální peptidy. U myší většina těchto buněk je Vγ7 pozitivní a u lidí naopak Vγ4 pozitivní. Jejich funkce spočívá v ochraně střevní bariéry proti patogenům při brzké infekci a později naopak zánět tlumí a chrání bariérů proti nadměrnému poškození. Podobné poznatky byly nalezeny i u kolitidy, kdy TCRγδ+ IELs mají na začátku patogenní funkci, kdežto později ochraňují epitel proti poškození .

### TCR−IELs
IELs které neexprimují TCR.

#### ILC-like IELs
Tyto buňky vykazují vlastnosti ILC1 buněk, konkrétněji NK buněk. U lidí jsou jejich počty zvýšené při Crohnově chorobě a u myší jsou patognní při kolitidě .

#### iCD8α
Tyto přirozené lymfocyty exprimují CD8αα a CD3 a vyvíjejí se mimo brzlík. Mají cytotoxické a fagocytické vlastnosti, exprimují MHC II a mohou tedy prezentovat antigeny klasickým CD4 T lymfocytům. iCD8α brání bakteriálním infekcím a podporují experimentální kolitidu .

#### TCR−iCD3+CD8αα−IELs
Tyto buňky jsou velice podobné iCD8α populaci a není jasné, zda se jedná o vývojově odlišnou populaci buněk nebo jsou to prekurzory pro iCD8α buňky .